# Ilona Opelt
Ilona Opelt (* als Helene Opelt am 9. Juli 1928 in Prag; † 30. September 1991 in Bombay) war eine deutsche Klassische Philologin.

## Leben
Helene Opelt wurde am 9. Juli 1928 in Prag als Tochter eines Kaufmanns geboren. Sie besuchte zusammen mit ihrer älteren Schwester die deutsche evangelische Volksschule und anschließend die Deutsche Oberschule für Mädchen. Gegen Ende des Zweiten Weltkriegs (1945) floh die Familie nach Passau, wo Helene Opelt 1946 die Reifeprüfung ablegte – an einer Oberschule für Jungen. Ihr geplantes Studium der Klassischen Philologie und Naturwissenschaften an der Passauer Philosophisch-Theologischen Hochschule konnte Opelt erst nach einem Semester studentischen Aufbaudienstes antreten. Im Sommersemester 1947 begann sie ihr Studium in Passau, wechselte aber schon zum folgenden Semester nach Freiburg im Breisgau. Ihr Schwerpunkt verschob sich hier von den Naturwissenschaften zur Orientalistik und Romanistik, die sie neben der Klassischen Philologie betrieb. Von 1949 bis 1950 konnte sie im Rahmen eines Stipendiums ein Jahr lang in Basel studieren, wo sie das Hebraicum ablegte und von den Professoren Peter von der Mühll und Harald Fuchs geprägt wurde. Im Sommer 1950 kehrte sie nach Freiburg zurück, wo sie ein Jahr später bei Karl Büchner mit der Dissertation Der Tyrann als Unmensch in der Tragödie des L. A. Seneca promoviert wurde. Im Herbst desselben Jahres legte sie auch das Erste Staatsexamen für die Fächer Latein, Griechisch und Französisch ab.
Nach dem Studium arbeitete Ilona Opelt, wie sie sich fortan genannt wissen wollte, zunächst als Stipendiatin beim Mittellateinischen Wörterbuch in München (1952–1954). Von 1954 bis 1955 schloss sich eine Tätigkeit beim Thesaurus Linguae Graecae in Hamburg an. Von 1956 bis 1962 arbeitete sie als Assistentin am Franz Joseph Dölger-Institut in Bonn. Während dieser Jahre verfasste sie Artikel für die Bände III bis V des Reallexikons für Antike und Christentum (1957–1962) und Aufsätze für das Jahrbuch für Antike und Christentum (ab 1958). Nebenbei arbeitete Opelt an ihrer Habilitationsschrift, die sie als Wissenschaftliche Assistentin ihres Doktorvaters Büchner in Freiburg vollendete: Seit März 1962 hatte sie die Stelle, im Dezember desselben Jahres habilitierte sie sich. Außer ihrer Habilitationsschrift (1965) veröffentlichte Opelt in ihrer zweiten Freiburger Zeit eine Reihe von Aufsätzen und Lexikonartikeln, die sich besonders mit der Literatur der Kaiserzeit und der Spätantike befassten. Daneben sammelte sie Erfahrung in Lehre und Verwaltung. Im Frühjahr 1968 erreichte sie ein Ruf auf den neugeschaffenen Lehrstuhl für Latinistik an der Universität Düsseldorf, den sie annahm.
Die Philosophische Fakultät der Düsseldorfer Universität konstituierte sich in dieser Zeit noch. Opelt war lange die einzige Professorin für Klassische Philologie, erst 1984 wurde eine zweite Professur (mit dem Schwerpunkt Gräzistik) eingerichtet. In dieser Gründerzeit fand Opelt neben der Lehre und Verwaltung immer noch viel Zeit für ihre Forschungsarbeit. Sie veröffentlichte nicht nur deutsche, sondern auch englische, italienische, französische und spanische Schriften. Das breite Spektrum ihrer Arbeit tritt auch in dem Schriftenverzeichnis hervor, das in der Festschrift Roma renascens zu ihrem 60. Geburtstag (1988) erschien.
Im Spätsommer 1991 unternahm Ilona Opelt eine ausgedehnte Forschungs- und Vortragsreise, die sie von Harvard, Yokohama und Peking nach Kalkutta, Neu-Delhi, Hyderabad, Bangalore und schließlich nach Bombay führte. Hier erlitt sie am Abend des 25. September, nach ihrem Vortrag über das Indienbild des Kosmas Indikopleustes, infolge eines Sturzes im Hotel einen Schädelbasisbruch. Trotz einer Notoperation im örtlichen Jaslok-Krankenhaus konnte sie nicht gerettet werden. Sie starb am 30. September 1991, ohne zuvor das Bewusstsein wiedererlangt zu haben.
Opelts wissenschaftlicher Nachlass befindet sich im Universitätsarchiv Düsseldorf (Nachlässe 7/18).

## Schriften (Auswahl)
- Der Tyrann als Unmensch in der Tragödie des L. A. Seneca. Freiburg 1951 (Dissertation).
- Zur Übersetzungstechnik des Gerhard von Cremona. In: Glotta. Band 39, 1959, S. 135–170.
- Die lateinischen Schimpfwörter und verwandte sprachliche Erscheinungen. Eine Typologie. Heidelberg 1965 (Habilitationsschrift)
- Vom Spott der Römer. München 1969
- Griechische Philosophie bei den Arabern. München 1970
- Hieronymus’ Streitschriften. Heidelberg 1973
- Die Polemik in der christlichen lateinischen Literatur von Tertullian bis Augustin. Heidelberg 1980
- Paradeigmata poetica Christiana. Untersuchungen zur christlichen lateinischen Dichtung. Düsseldorf 1988
- Dietmar Schmitz (Hrsg.): Ilona Opelt: Kleine Schriften. Frankfurt am Main u. a. 1997